# Friends: The Reunion
Friends: The Reunion, también conocido como The One Where They Get Back Together, es un especial de reunión de 2021 de la comedia de situación estadounidense Friends. El episodio está producido por los cocreadores de la serie, Marta Kauffman y David Crane, Kevin S. Bright, el presentador James Corden, conocido presentador televisivo británico, Ben Winston (que también dirigió el especial), y por último, aunque no menos importante, el reparto principal de la serie. En este episodio sin guion, el reparto principal vuelve a visitar los decorados de la serie original (como los apartamentos, la cafetería Central Perk y la fuente de agua), además, se reúnen con invitados que aparecieron en la serie y con famosos, haciendo también lecturas de mesa y recreaciones de episodios antiguos de Friends, compartiendo imágenes entre bastidores.
El episodio estrenó el 27 de mayo de 2021 en HBO Max.

## Reparto

### Reparto principal
- Jennifer Aniston
- Courteney Cox
- Lisa Kudrow
- Matt LeBlanc
- Matthew Perry
- David Schwimmer

### Productores del programa original
- Kevin S. Bright
- David Crane
- Marta Kauffman

### Estrellas invitadas
- David Beckham
- Justin Bieber (con el disfraz de Spud-nik de Ross)
- BTS
- James Corden (moderador de la entrevista con el reparto)
- Cindy Crawford (llevando los pantalones de cuero y la camisa abotonada de Ross)
- Cara Delevingne (con el vestido de dama de honor de Rachel y el disfraz de armadillo de vacaciones de Ross)
- Elliott Gould (invitado del público)
- Kit Harington
- Lady Gaga (interpretando «Smelly Cat» con Kudrow)
- Larry Hankin (juego de trivialidades e invitado del público)
- Mindy Kaling
- Thomas Lennon (invitado al juego de trivialidades)
- Christina Pickles (invitada del público)
- Tom Selleck (invitado al juego de preguntas)
- James Michael Tyler
- Maggie Wheeler (invitada a la entrevista con el reparto)
- Reese Witherspoon
- Malala Yousafzai
- Nicollette Sheridan

## Producción
El 12 de noviembre de 2019, The Hollywood Reporter anunció que Warner Bros. Television estaba desarrollando una reunión de Friends para HBO Max que contaría con el regreso de todo el reparto y los cocreadores. El 21 de febrero de 2020, WarnerMedia anunció que se había encargado un especial no guionizado de la reunión de Friends con el regreso de todo el reparto original y los cocreadores.
El episodio ha sido producido de forma ejecutiva por los cocreadores de la serie, Kevin S. Bright, Marta Kauffman y David Crane, y el reparto principal de la serie, Jennifer Aniston, Courteney Cox, Lisa Kudrow, Matt LeBlanc, Matthew Perry y David Schwimmer. Ben Winston dirige y produce de forma ejecutiva a través de Fulwell 73. Warner Bros. Unscripted & Alternative Television también participó en la producción del episodio.

### Rodaje
El episodio se rodó en Los Ángeles, California, en el Escenario 24, también conocido como "El Escenario de Friends" en los estudios Warner Bros. de Burbank, donde se había rodado Friends desde su segunda temporada. El rodaje del reencuentro comenzó en abril de 2021. El rodaje del especial se retrasó dos veces, la primera en marzo de 2020, y la segunda en agosto de 2020, ambas debido a la pandemia de COVID-19.
El juego de preguntas y los segmentos del programa de entrevistas del especial se filmaron frente a una audiencia en vivo de "extras en su mayoría sindicalizados, [que fueron] seleccionados por COVID y contratados para el trabajo".
En un episodio del podcast de Rob Lowe publicado en enero de 2021, Lisa Kudrow dijo que había filmado "una cosita" y que sólo había visto el set reconstruido de Central Perk. La aparición de Lady Gaga se grabó en noviembre de 2020, cuando rodaba el thriller de acción Bullet Train.

## Estreno
El especial de reencuentro iba a salir originalmente con el lanzamiento de HBO Max el 27 de mayo de 2020, junto con los otros 236 episodios de la serie original que estaban disponibles en el lanzamiento. El 13 de mayo de 2021 se publicó un teaser tráiler en el que se anunciaba que el especial del reencuentro estrenaría el 27 de mayo de 2021 en HBO Max. Para Latinoamérica, el especial de reunión, llegó el 29 de junio del 2021, junto con el lanzamiento del servicio, HBO Max.
El especial también estrenó a nivel internacional simultáneamente con el estreno en Estados Unidos, en Sky One y Now en el Reino Unido, Foxtel Now y Binge en Australia, TVNZ 2 y TVNZ OnDemand en Nueva Zelanda, ZEE5 en la India, HBO Go y HBO Asia en el Sudeste Asiático, Taiwán y Hongkong.
En China, el especial se emitió en IQiyi, Youku y Tencent Vídeo. Aunque se han eliminado las escenas en las que aparecen Lady Gaga, Justin Bieber y BTS. Aunque no está claro quién ha ordenado el corte, Lady Gaga ha sido vetada tras su encuentro con el Dalái lama en 2016. A Justin Bieber también se le prohibió actuar en China, y las autoridades le achacaron su "mal comportamiento" en 2017.

## Recepción
En Rotten Tomatoes, el especial tiene un índice de aprobación del 65% basado en 20 críticas, con una puntuación media de 6.7/10. En Metacritic, el especial tiene una puntuación media ponderada de 69 sobre 100 que indica "críticas generalmente favorables" basadas en 19 críticos.